# Гнила Плотва
Гнила Плотва — річка в Луганській області, ліва притока Борової. Довжина річки 19 км, площа водозбірного басейну 262 км², похил 1,9 м/км.
Витік річки у селі Верхня Покровка, у цьому ж селі річка своїми водами наповнює штучний став, тече на захід, а потім на південний захід, далі по течії на околицях села Нижньопокровка до річки впадає струмок з такою ж назвою Гнила Плотва, який бере свій початок неподалік села Калмиківка. Потім болотистою місцевістю річка тече на захід, і неподалік села Шевченко зливається з Боровою.
У підніжжя правого схилу долини річки Гнила Плотва, розташована гідрологічна пам'ятка природи місцевого значення «Новоборовське джерело», яке своїми водами живить річку.